# Уинг, Лорна
Ло́рна Уи́нг (англ. Lorna Wing; 7 октября 1928 — 6 июня 2014) — английский врач-психиатр, одна из первых специалистов в области исследования расстройств раннего психологического развития. В 1981 ввела и популяризировала термин «синдром Аспергера» в англоговорящем медицинском сообществе, опубликовав серию историй болезни детей со сходными симптомами.

## Биография
Лорна Гледис Торчланд родилась в Джиллингеме в 1928 в семье Бернарда и Гледис Торчланд. Окончив Четхемскую классическую школу для девочек, она поступила в Университетский колледж Лондона и начала практику в его клинической больнице.
То, что Лорна Уинг посвятила свою научную карьеру исследованию аутизма, связано с тем, что это заболевание диагностировали у её собственной дочери, Сьюзи. Несмотря на то, что Лорна и её муж были психиатрами, по её собственному признанию, в 1956, когда у них родилась дочь, они практически ничего не знали об аутизме. Они смогли обнаружить явные отличия в поведении дочери только в шестимесячном возрасте, сравнивая её со сверстниками. Когда в возрасте трёх лет Сьюзи был установлен диагноз «аутизм», оказалось, что в Великобритании отсутствовали службы, оказывающие специализированную помощь таким детям. Наблюдения Ганса Аспергера, опубликованные в 1944 на немецком языке, также были практически неизвестны британским медикам. С целью изменить ситуацию не только для своего ребёнка, но и других детей, страдающих аутизмом, Лорна Уинг сменила профессиональную ориентацию и занялась научной и общественной деятельностью в этой сфере. 23 января 1962 года, вместе с другими родителями детей с аутизмом, она основала Национальное общество аутизма.

## Достижения
Кроме общественной деятельности, Лорна Уинг внесла существенный вклад в современное понимание эпидемиологии, клиники и других актуальных вопросов аутизма. Проанализировав данные пациентов психиатрической больницы и обобщив опыт других исследователей, в 1972 году она сформулировала «триаду нарушений при аутизме», позже названную в её честь «триадой Уинг»:
1. Качественные нарушения социального взаимодействия.
2. Качественные нарушения вербальной и невербальной коммуникации, а также воображения.
3. Существенно ограниченные спектр деятельности и интересов[5].

Триада нарушений при аутизме входит во все схемы критериев диагностики этого заболевания.
В 1981 году Лорна Уинг «открыла» для британского, а впоследствии — мирового, общества работу Ганса Аспергера, впервые описавшего «аутистическую психопатию» — аутистические симптомы у детей с развитым уровнем интеллекта. В своей наиболее известной статье «Синдром Аспергера: клиническое описание» она популяризировала его исследования и предложила назвать данное расстройство в честь первооткрывателя. Под её влиянием этот термин стал официальным диагнозом, принятым ВОЗ.
Дальнейшие исследования Лорны Уинг показали, что существует группа так называемых расстройств аутистического спектра, включающая несколько диагностических единиц, объединённые общими симптомами, характерными для триады Винг, разной степени выраженности.